# Henrik I., kralj Francuske
Henrik I. (francuski: Henri Ier) (?, 4. svibnja 1008. – Vitry-aux-Loges kraj Orléansa, 4. kolovoza 1060.) bio je francuski kralj od 1031. do 1060. godine iz dinastije Capet.
Henrik je rođen u Reimsu kao sin kralja Roberta II. i Konstancije Arleške. Okrunjen je za kralja u Reimsu 14. svibnja 1027.
Vladavina Henrika je, kao i kod njegovih prethodnika, bila obilježena teritorijalnim sukobima, među kojima je bila i pobuna Henrika i njegovog brata Roberta protiv svog oca. Henrik je također pritekao u pomoć mladom vojvodi Normandije Vilimu (budući Vilim Osvajač), kako bi ugušio pobunu Vilimovih vazala. Godine 1047. Henrik je osigurao vojvodstvo za Vilima u konačnoj pobjedi nad vazalima u bitci kod Caena.
Nekoliko godina kasnije, kad se Vilim, inače rođak engleskog kralja Edvarda Ispovjednika, oženio kćeri flandrijskoga grofa, Henrik se pobojao moguće Vilimove moći. Stoga je 1054. i ponovno 1058. pokušao osvojiti Normandiju, ali je oba puta bio poražen. Unatoč Henrikovim naporima, njegova tridesetogodišnja vladavina je bila obilježena vrhuncom feudalne moći u Francuskoj.
Kralj Henrik je umro 4. kolovoza 1060. u Vitry-en-Brieu, i pokopan je u bazilici sv. Denisa. Naslijedio ga je sin Filip I., kojem je tada bilo 7 godina, te je sljedećih šest godina kao regent vladala Henrikova žena Ana Kijevska.
Henrik je također bio vojvoda od Burgundije od 1016. do 1032., kada je abdicirao u korist svoga brata Roberta.

## Supruge i djeca
Henrik se ženio dva puta:
- 1043. - Matilda Frizijska
- 19. svibnja 1051. - Ana Kijevska (1024. – 1075.)

- Djeca:

1. Filip I.
2. Ema
3. Robert
4. Hugo od Vermandoisa

## Poveznice
- Popis francuskih vladara